# A GIRL IN SUMMER
『A GIRL IN SUMMER』（ア・ガール・イン・サマー）は、松任谷由実（ユーミン）の34枚目のオリジナルアルバム。2006年5月24日に東芝EMIよりリリースされた（TOCT-25920）。

## 解説
- 前作から約1年半ぶりのオリジナルアルバム発売である。
- 発売に先駆けてiTunes Music Storeで一部楽曲が先行販売されるという画期的な試みもなされた。『A GIRL IN SUMMER iTMS edition』として6曲を先行配信（「Forgiveness」のビデオクリップとデジタルブックレット付き）、残りの6曲は6月21日から配信が開始された。
- TV-CMには田中美保が出演した。
- アルバム発売に前後して4月14日〜7月17日に『THE LAST WEDNESDAY TOUR』が開催。
- アルバム発売の直前にクレージーキャッツとの共演シングル『Still Crazy For You』（フジテレビほか『ウチくる!?』2006年4月2日 - 5月28日エンディングテーマ）を発売したが、このアルバムには収録されなかった。
- オリコン週間アルバムチャートで41作目のTOP10入り。

## 収録曲

### CD
| 全作詞・作曲: 松任谷由実。 |                                                           |            |            |                       |      |
| #                          | タイトル                                                  | 作詞       | 作曲・編曲 | 編曲                  | 時間 |
| 1.                         | 「Blue Planet」                                           | 松任谷由実 | 松任谷由実 | 松任谷正隆            | 4:03 |
| 2.                         | 「海に来て -Came By the Ocean-」                          | 松任谷由実 | 松任谷由実 | 松任谷正隆            | 4:50 |
| 3.                         | 「哀しみのルート16 -Sentimental Route 16-」               | 松任谷由実 | 松任谷由実 | 松任谷正隆            | 3:08 |
| 4.                         | 「もうここには何もない -There's Nothing Here Anymore-」   | 松任谷由実 | 松任谷由実 | 松任谷正隆、Jerry Hey | 4:38 |
| 5.                         | 「あなたに届くように -Singing For You-（album version）」 | 松任谷由実 | 松任谷由実 | 松任谷正隆            | 4:05 |
| 6.                         | 「Many is the time」                                      | 松任谷由実 | 松任谷由実 | 松任谷正隆、Jerry Hey | 4:14 |
| 7.                         | 「虹の下のどしゃ降りで -Pouring Rain Under the Rainbow-」 | 松任谷由実 | 松任谷由実 | 松任谷正隆            | 4:04 |
| 8.                         | 「Escape」                                                | 松任谷由実 | 松任谷由実 | 松任谷正隆、Jerry Hey | 4:10 |
| 9.                         | 「Forgiveness」                                           | 松任谷由実 | 松任谷由実 | 松任谷正隆            | 4:40 |
| 10.                        | 「ついてゆくわ -I'll Follow My Dream- (album version)」   | 松任谷由実 | 松任谷由実 | 松任谷正隆            | 3:43 |
| 11.                        | 「時空のダンス -Dancing Through Time and Space-」         | 松任谷由実 | 松任谷由実 | 松任谷正隆            | 4:42 |
| 12.                        | 「Smile again (YUMING version)」                          | 松任谷由実 | 松任谷由実 | 松任谷正隆            | 5:02 |

### 楽曲解説
1. Blue Planet
楽曲が完成した際、波とサーフィンが思い浮かび、サーフィンをしたくなるような曲を念頭に制作された[2]。サーファーたちへの賛歌でもある[2]。
2. 海に来て
2018年の自薦ベスト『ユーミンからの、恋のうた。』に選曲された。
3. 哀しみのルート16
ルート16とは国道16号線のこと。ユーミン自身気にいっている一曲[2]。
ベストアルバム『SEASONS COLOURS -春夏撰曲集-』『日本の恋と、ユーミンと。』にも収録されている。
4. もうここには何もない
5. あなたに届くように (album version）
先行シングル曲。NHK『探検ロマン世界遺産』テーマソング。歌詞を若干変更した。
6. Many is the time
ボサノヴァやラテン音楽を織り込んだポップ・ソング[2]。
7. 虹の下のどしゃ降りで
2006年2月15日にシングル発売。西原亜希が出演するJR東日本「モバイルSuicaキャンペーン」CMソング（少しだけホームシック篇、東京になっていく篇、あの手この手篇、思わず飛んでしまう篇）。仲間由紀恵が出演するau「モバイルSuicaキャンペーン」CMソング（モバイルSuica・スイスイ篇）。一部地域（関東地区）のみOAされた。ミュージックビデオにはパパイヤ鈴木が振り付けし、自身も特別出演している。
8. Escape
最初はローリング・ストーンズのような曲を目指していたが、アメコミの「ディック・トレイシー風で」というプロデューサーからのアイディアを元に、コミカルタッチの展開が作られた[2]。
9. Forgiveness
ハウス「北海道シチュー」「北海道チャウダー」CMソング（緒形直人と藤谷美紀が出演）。
夕焼けを背景にした曲であるが、「ダンデライオン〜遅咲きのたんぽぽ」の時が人影がぐんぐん伸びていくような赤い夕陽だったのに対し、本曲では雲の間からビームを放っているような夕陽をイメージした[2]。
THE LAST WEDNESDAY TOURのセットを使ったミュージックビデオも制作された、公式YouTubeチャンネルで視聴可能。
2022年のベスト『ユーミン万歳!』では2022 mixが収録。
10. ついてゆくわ (album version)
先行シングル曲。TBS系ドラマ『夢で逢いましょう』主題歌。シングルでは歌詞を「父と娘」との内容だったのに対し、アルバムに収録する際に「恋人同士」の内容に大幅に変更された。
11. 時空のダンス
曲名はアルバム『スユアの波』の仮タイトル「時空のサーファー」が原型。「未来カー」をテーマに[2]近未来をイメージした楽曲。「Blue Planet」とともに脳内のインナー・ワールドをサーフィンし続ける脳内サーファーの自分自身を映し出しているとインタビューで語っている[2]。
「三菱・i」CMイメージソング。
12. Smile again (YUMING version)
今回のボーナストラック扱い。アジアのアーティスト4人と結成した「松任谷由実 with Friends Of Love The Earth」で発表した曲のソロバージョン。愛・地球博テーマソングとして製作され、地球博最後の大型イベントでも披露された。この曲で紅白歌合戦に初出場。TOKYO FM (JFM) ヒューマンコンシャスキャンペーンソング。オリジナルバージョンはシングル『虹の下のどしゃ降りで』のカップリングに収録された。

## 参加ミュージシャン
- キーボード&プログラミング : 松任谷正隆
- ドラム : Vinnie Colaiuta（#1,#3～#8,#10,#11）、島村英二（#9,#12）
- ベース : Neil Stubenhaus（#1,#3～#8,#10,#11）、美久月千晴（#9,#12）
- エレクトリック・ギター : Dean Parks（#1,#4,#7,#11）、鳥山雄司（#2,#3,#8,#9,#12）
- アコースティック・ギター : Dean Parks（#1,#2,#6,#9）、鳥山雄司（#5）
- ガット・ギター : 鳥山雄司（#5）
- 12弦ギター : Dean Parks（#11）
- トランペット : Jerry Hey（#4,#6,#8）、Gary Grant（#4,#6,#8）
- トロンボーン : Reggie Young（#4,#6,#8）
- サックス : Dan Higgins（#1,#4,#6～#8）
- フルート : Dan Higgins（#4,#6）
- パーカッション : Michael Fisher（#1,#3,#4,#6,#8）
- ヴァイオリン : 栄田嘉彦（#1,#2,#6～#9,#11,#12）、桐山なぎさ（#1,#2,#5,#6,#8～#12）、村田幸謙（#1,#2,#6,#9,#11,#12）、中嶋弦一郎（#1,#2,#6,#8,#11）、押鐘貴之（#1,#2,#6,#8,#11）、小倉達夫（#1,#2,#9,#11,#12）、伊能修（#1,#2）、大林典代（#1,#2,#5,#10）、金原千恵子（#7）、竹内純（#7）、大久保祐子（#5,#7,#10）、藤家泉子（#5,#10）
- ヴィオラ : 鈴木民雄（#1,#2,#5,#7～#12）、細川愛子（#1,#2,#6,#8,#11）
- チェロ : 阿部雅士（#1,#2,#5,#6,#8～#12）、笠原綾乃（#1,#2,#8,#11）
- サウンド・エフェクト : 山中雅文（#1,#8,#11）
- コーラス : 松任谷由実、OTOTACHIBANA（#4,#8）